# رمیدن
رمیدن (انگلیسی: A break away!) یک نقاشی رنگ روغن بر روی بوم کرباس از نقاش برجستهٔ استرالیایی مکتب هایدلبرگ، تام رابرتز می‌باشد که در سال ۱۸۹۱ طراحی گردید. هنرمند در این نقاشی، رمیدن و هجوم گله‌ای از گوسفندان تشنه به سمت یک آبشخور را نشان می‌دهد در حالی که یک گله‌فروش بر پشت اسب، تلاش می‌کند تا با هدایت آنها، از غرق شدن یا شکستن معبر آبشخور جلوگیری نماید.